# Annie Glenn
Anna Margaret Glenn (Columbus, 17 de febrero de 1920 - Saint Paul, 19 de mayo de 2020) fue una activista estadounidense, reconocida por su labor en beneficio de las personas con trastornos del habla. Fue esposa del astronauta y senador John Glenn.

## Biografía
Nació en Columbus, Ohio. Estudió en la Universidad de Muskingum. Se casó con John Glenn en 1943 y tuvo dos hijos con él. Fue reconocida por su trabajo en beneficio de niños y adultos con discapacidades de comunicación como la tartamudez, condición sufrida por la propia Glenn durante prácticamente la mitad de su vida. En 1999 fue incluida en el Salón de la Fama de las mujeres de Ohio por su destacada labor social.
La activista falleció en un asilo de ancianos en St. Paul, Minnesota el 19 de mayo de 2020 a la edad de 100 años a causa de complicaciones con el COVID-19.